# Via Posillipo
Via Posillipo es una importante calle de Nápoles, Italia, caracterizada por horquillas que se extienden por unos 4 km en el lado sureño de la colina de Posillipo. Parte de Largo Sermoneta en Mergellina y llega hasta el descenso de Via Coroglio; en el último tramo, el trazado originario de la calle es llamado Via Santo Strato a Posillipo.
Fue Joaquín Murat quien mandó construir la calle, asignando el proyecto al ingeniero Romualdo De Tommaso, a partir de 1812. La calle fue completada hasta Coroglio por Fernando II de las Dos Sicilias entre 1830 y 1840. Ofrece un panorama encantador con vistas sorprendentes: de hecho, desde la calle se puede admirar todo el Golfo de Nápoles con el Vesubio al fondo. A lo largo de la calle se encuentran edificios conocidos como Villa Doria d’Angri o Palazzo Donn'Anna.

## Galería

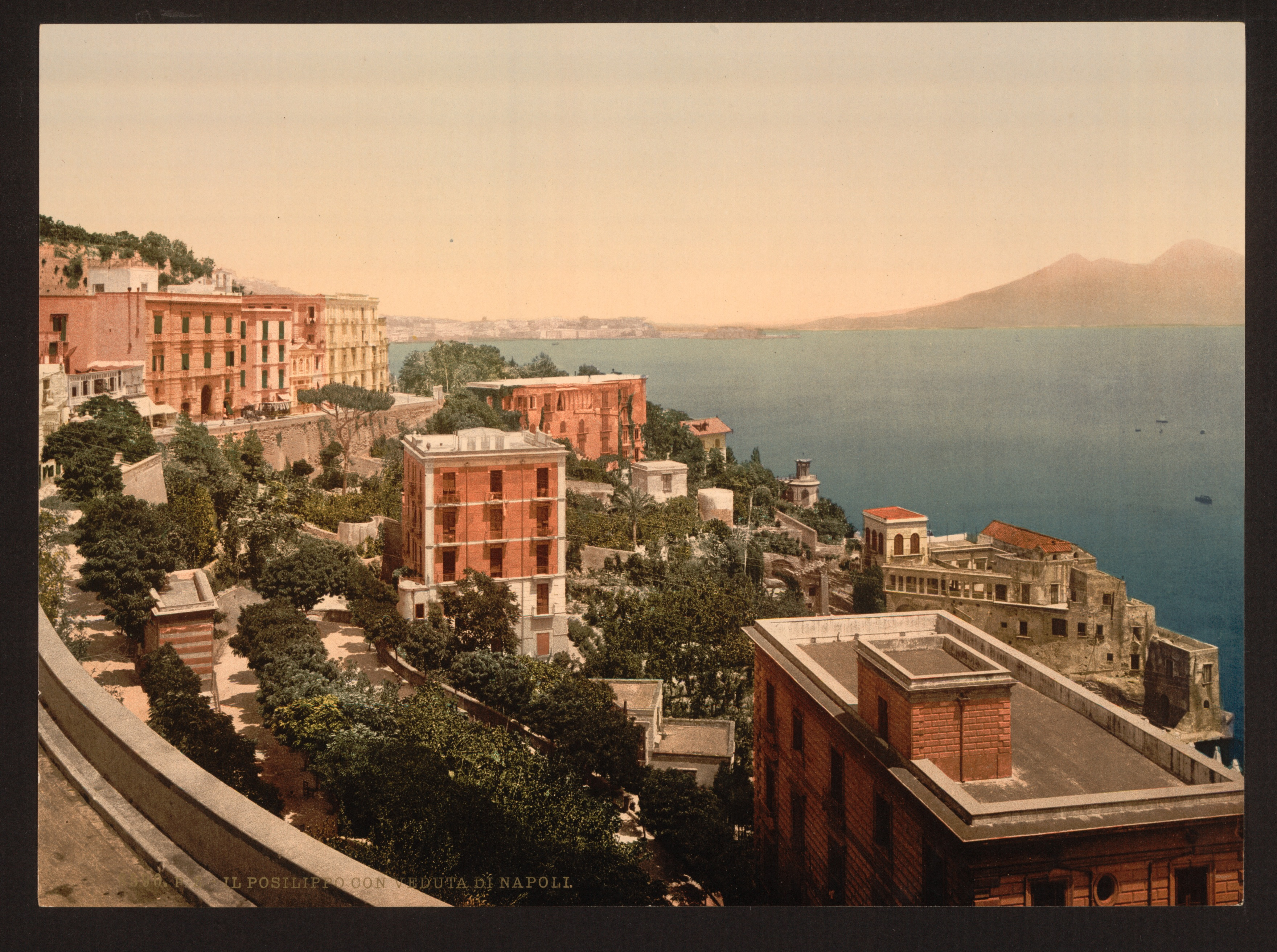
Foto de finales del siglo XIX
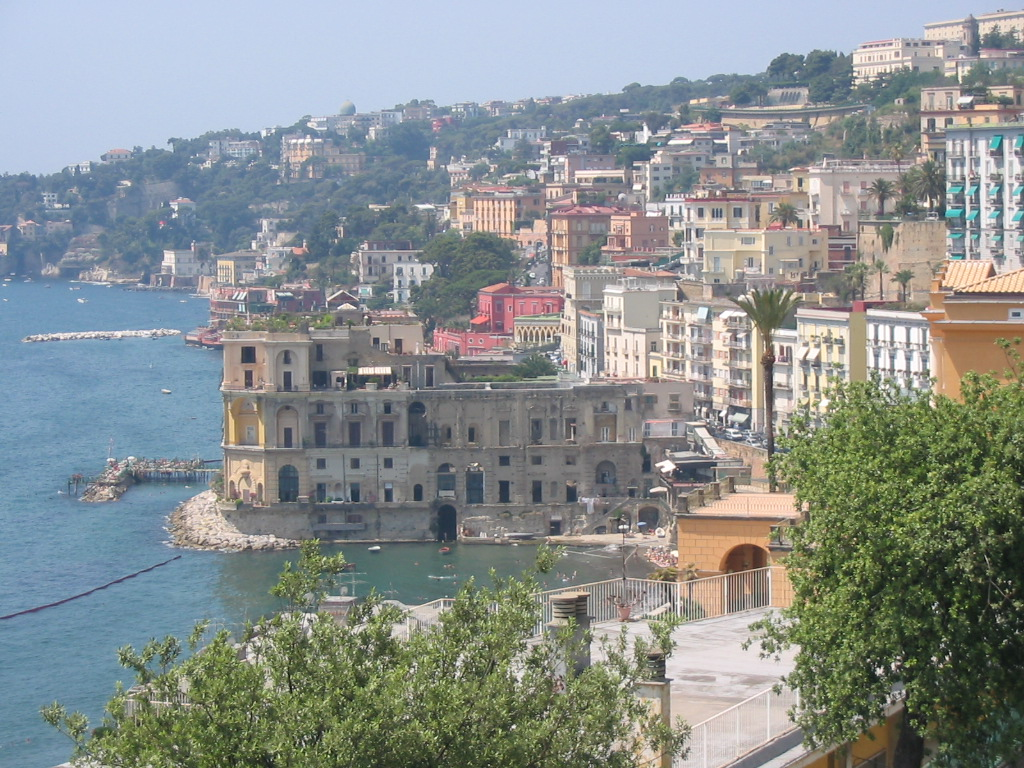
Palazzo Donn'Anna
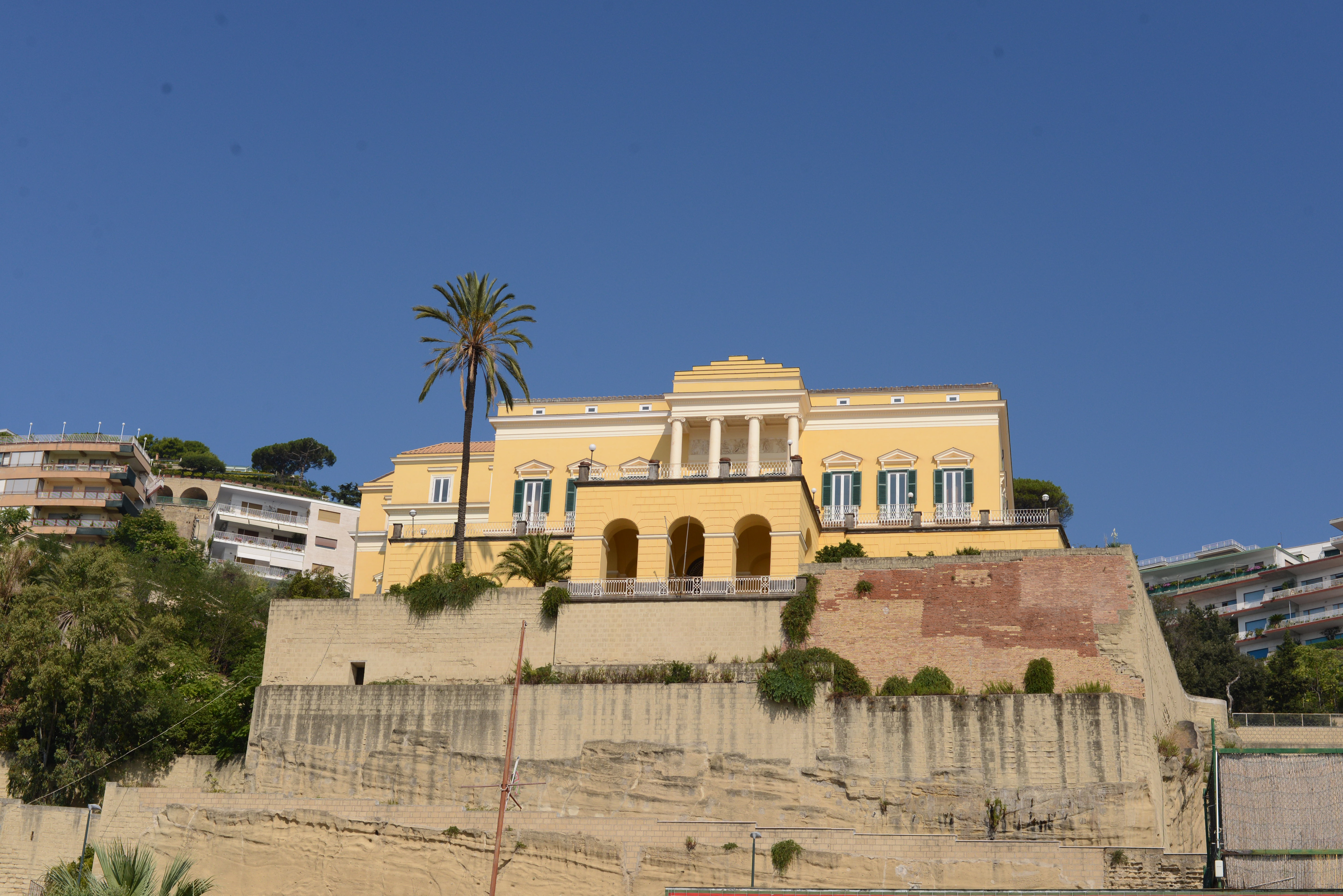
Villa Doria d'Angri
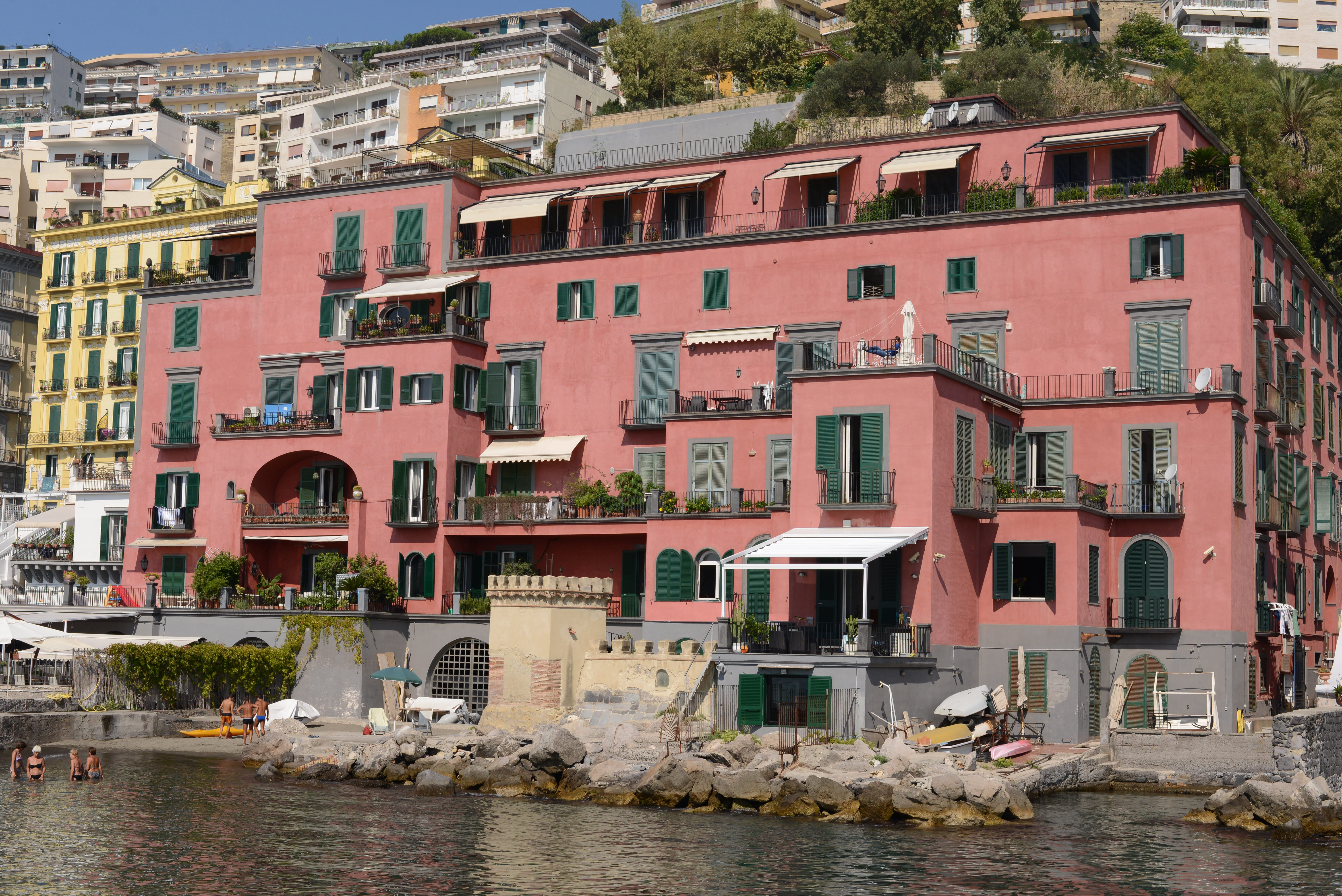
Villa Guercia
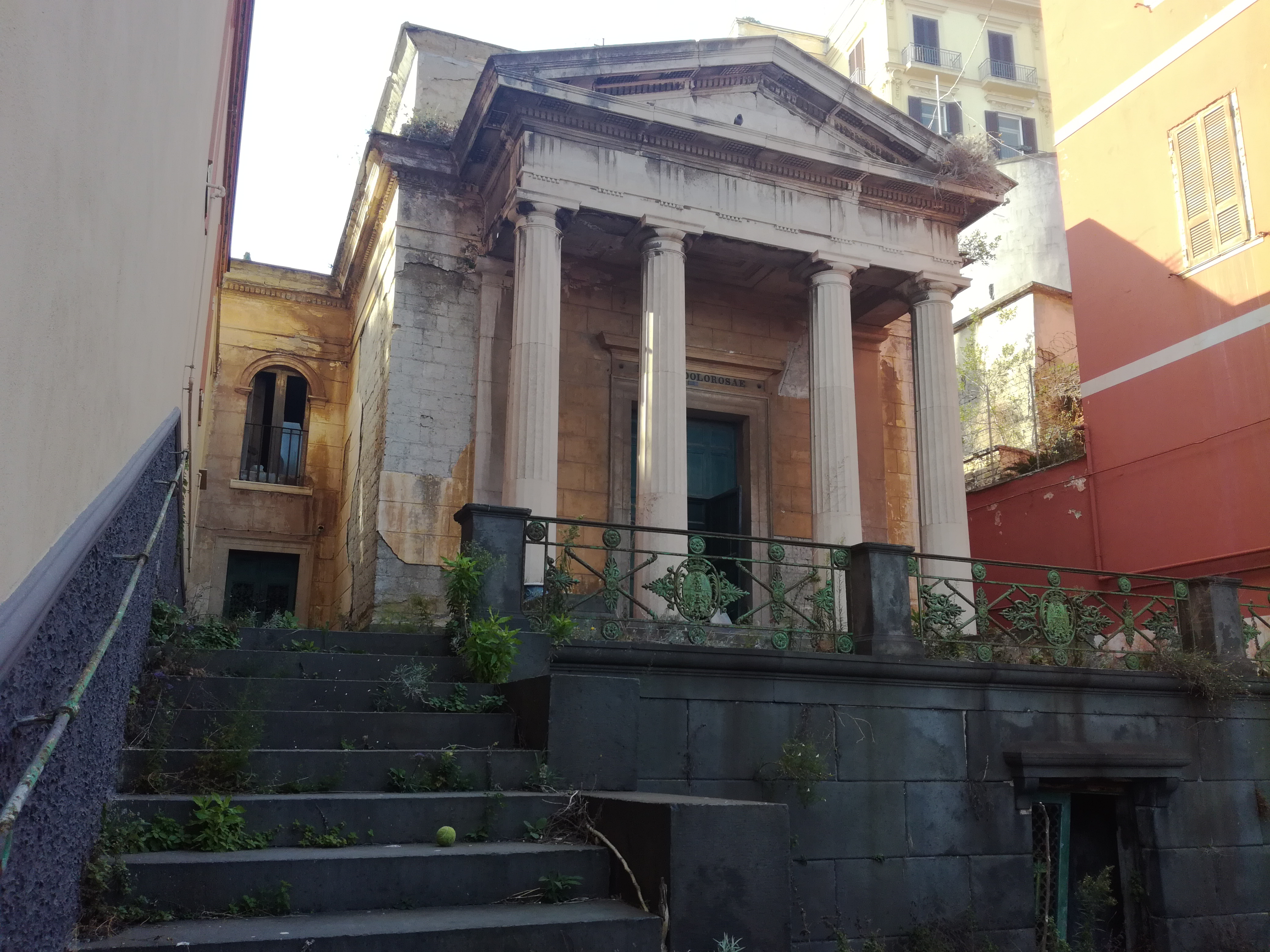
Iglesia dell'Addolorata